# Immeuble, 155 rue de Bourgogne
L'Immeuble, 155 rue de Bourgogne est situé sur la commune de Moulins (France).

## Localisation
L'immeuble est situé sur la commune de Moulins, dans le département de l'Allier, en région Auvergne-Rhône-Alpes.

## Description
Le cartouche ornemental en façade de l'immeuble présente, au centre d'un ovale, l'inscription : "Mil cinq cens quatre vingtz et huict Leonard Venuat me feist faire en ce lieu, d'ou mon adversaire le huguenot m'avoist destruit". L'ovale est en marbre. Autour est une première bordure de demi-oves et de feuilles alternant, puis une seconde faite de lauriers.

## Historique
L'immeuble est inscrit partiellement au titre des monuments historiques par arrêtés du 22 juin 1943.

## Protection
Éléments protégés : le cartouche ornemental placé sur le mur ouest.